# José Ferrer
José Vicente Ferrer de Otero y Cintrón (San Juan, 8 januari 1912 – Coral Gables, 26 januari 1992) was een Puerto Ricaans-Amerikaans acteur en filmregisseur.

## Loopbaan
In 1933 verliet hij de Universiteit van Princeton, waarna hij een proefschrift schreef onder de titel French Naturalism and Pardo Bazán.
Ferrer werd voor het eerst bekend op Broadway in 1935. In 1940 speelde hij zijn eerste hoofdrol op Broadway in Charley's Aunt. Dit toneelstuk was een groot succes, maar het stuk Othello uit 1943 werd nog veel succesvoller. In dit stuk speelde Ferrer samen met Paul Robeson. Othello was het langstgespeelde toneelstuk van Shakespeare in de Verenigde Staten. In 1946 speelde Ferrer in Cyrano de Bergerac, het succesvolste toneelstuk van Ferrero. Hij won een Tony Award voor zijn prestaties.
In 1948 maakte Ferrer zijn filmdebuut door samen met Ingrid Bergman te spelen in Joan of Arc (1948). Ferrer werd genomineerd voor een Oscar voor beste mannelijke bijrol. In 1950 won Ferrer een Oscar voor beste acteur voor zijn rol als Cyrano de Bergerac in de gelijknamige film.
In 1952 won Ferrer drie Tony Awards voor het regisseren van drie toneelstukken, namelijk The Shrike, Stalag 17, The Fourposter en hij won nog een Tony voor het acteren in The Shrike.
In 1952 speelde Ferrer een rol in de film Moulin Rouge als de Franse schilder Henri de Toulouse-Lautrec. Zijn rol leverde hem een nominatie voor een Oscar op. In de jaren erna speelde hij in films en toneelstukken. In 1955 regisseerde Ferrer een filmversie van The Shrike.
In 1959 regisseerde hij een toneelstuk genaamd  The Andersonville Trial, over de gevolgen van de Amerikaanse Burgeroorlog. In het stuk speelde George C. Scott. Daarna nam hij de regie over van de musical Juno. Na zestien uitvoeringen stopte de musical wegens gebrek aan succes en dat betekende een tegenslag voor de regiecarrière van Ferrer.
In 1962 speelde Ferrer in Lawrence of Arabia, in 1965 in The Greatest Story Ever Told en Ship of Fools, in 1982 in A Midsummer Night's Sex Comedy en in 1984 in Dune.
In de jaren 80 speelde hij in populaire komedieserie Newhart als Julia Duffy's vader. In het begin van de jaren 80 speelde hij ook de rol van Reuben Marino in de soap-opera Another World.
In 1968 was hij te horen in The Little Drummer Boy, een eenmalig televisieprogramma van productiemaatschappij Rankin/Bass als de duistere Ben Haremed.

## Privé
Ferrer is gehuwd geweest met Uta Hagen (1938-1948), actrice Phyllis Hill (1948-1953) en zangeres en actrice Rosemary Clooney (1953-1961 en 1964-1967). Vanaf 1977 tot zijn overlijden was hij getrouwd met Stella Magee.
Met Uta Hagen had hij een dochter. Met Rosemary Clooney had hij vijf kinderen, die tussen 1955 en 1960 werden geboren. Onder hen is acteur Miguel Ferrer, bekend door zijn rol in Medical Examiners.
Ferrer was de oom van acteur George Clooney en de schoonvader van zangeres Debby Boone, dochter van Pat Boone. Ferrer stierf aan kanker op 83-jarige leeftijd in Coral Gables (Florida).